# Rowells
Rowells är ett postorderföretag som bildades 1945 i Borås av bröderna Bengt och Olle Rowell.
Ledning och de kommersiella delarna, samt IT- och logistik-kompetens finns i Stockholm. Den operativa verksamheten i Sverige, Finland och Danmark är kvar i Borås. Norska verksamheten startade 1987 och har sin verksamhet utanför Oslo. Företaget har också ett eget callcenter i Danmark.
1980 köpte H&M företaget och drev det som ett fristående bolag fram till 2005, då inköpsavdelningarna för de båda företagen slogs ihop. Under lång tid har H&M Rowells haft postorder i Sverige, Norge och Finland, men 1998 började de också med postorderförsäljning i Danmark.
Namnet Rowells tycks sakta försvinna, för postorderkatalogen heter numera bara H&M i de svenska katalogerna. Fortfarande är namnet H&M Rowells kvar på katalogerna i Danmark och Norge.
Det skickas varje år ut cirka 4 miljoner paket till konsumenter i hela Norden. H&M Rowells är Svenska Postorderföreningens (SPF) näst största medlem, med en omsättning på cirka 2 miljarder Kronor (2005).